# Чемпионат Европы по баскетболу 1983
23-й чемпионат Европы по баскетболу проходил во Франции с 26 мая по 4 июня 1983 года. Матчи предварительного этапа принимали Лимож (группа «A») и Кан (группа «B»); полуфинальные и финальные игры проходили во дворце спорта «Больё» в Нанте. Чемпионом впервые в истории стала сборная Италии.
Турнир проводился по той же формуле, что и чемпионат Европы 1977 года: 12 команд-участниц были разбиты на две предварительные группы, затем проводились полуфинальные игры (по «перекрёстной» схеме: первая команда группы «A» соперничала со второй командой группы «B» и т. д.) и финальный раунд, в котором победители и проигравшие в полуфинальных матчах играли между собой.
Чемпионат 1983 года стал последним, на котором за все броски с игры начислялось по два очка. Со следующего чемпионата 1985 года было введено правило трёхочковой зоны.

## Предварительные игры
|  | Выход в финальный раунд |

### Группа «A»
| Место | Команда   | Игры | Поб | Пор | Забито | Пропущено | +/- | Очки |
| ----- | --------- | ---- | --- | --- | ------ | --------- | --- | ---- |
| 1     | Италия    | 5    | 5   | 0   | 468    | 387       | +81 | 10   |
| 2     | Испания   | 5    | 4   | 1   | 421    | 393       | +28 | 8    |
| 3     | Югославия | 5    | 3   | 2   | 426    | 418       | +8  | 6    |
| 4     | Франция   | 5    | 2   | 3   | 399    | 408       | −9  | 4    |
| 5     | Греция    | 5    | 1   | 4   | 384    | 430       | −46 | 2    |
| 6     | Швеция    | 5    | 0   | 5   | 371    | 433       | −62 | 0    |

26 мая
- Швеция —  Греция 66:69 (26:32)
- Италия —  Испания 75:74 (28:37)
- Франция —  Югославия 76:80 (42:46)

27 мая
- Швеция —  Италия 74:89 (42:40)
- Франция —  Греция 79:77 (39:45)
- Югославия —  Испания 90:91 (54:48)

28 мая
- Греция —  Италия 83:108 (42:56)
- Югославия —  Швеция 103:84 (53:40)
- Франция —  Испания 73:75 (34:37)

29 мая
- Югославия —  Греция 77:76 (46:37)
- Франция —  Италия 80:105 (33:54)
- Испания —  Швеция 81:76 (43:43)

30 мая
- Франция —  Швеция 91:71 (41:28)
- Италия —  Югославия 91:76 (36:42)
- Испания —  Греция 100:79 (52:41)

### Группа «B»
| Место | Команда      | Игры | Поб | Пор | Забито | Пропущено | +/-  | Очки |
| ----- | ------------ | ---- | --- | --- | ------ | --------- | ---- | ---- |
| 1     | СССР         | 5    | 5   | 0   | 482    | 375       | +107 | 10   |
| 2     | Нидерланды   | 5    | 3   | 2   | 356    | 403       | −47  | 6    |
| 3     | ФРГ          | 5    | 3   | 2   | 384    | 395       | −11  | 6    |
| 4     | Израиль      | 5    | 2   | 3   | 386    | 398       | −12  | 4    |
| 5     | Польша       | 5    | 1   | 4   | 357    | 382       | −25  | 2    |
| 6     | Чехословакия | 5    | 1   | 4   | 405    | 417       | −12  | 2    |

26 мая
- Израиль —  Нидерланды 72:78 (31:43)
- Чехословакия —  ФРГ 74:86 (36:44)
- СССР —  Польша 88:76 (46:40)

27 мая
- ФРГ —  Нидерланды 67:79 (34:36)
- Чехословакия —  Польша 72:75 (31:33, 66:66) ОТ
- СССР —  Израиль 92:87 (43:46)

28 мая
- Польша —  Израиль 62:64 (32:38)
- СССР —  ФРГ 90:69 (43:33)
- Чехословакия —  Нидерланды 90:63 (54:27)

29 мая
- ФРГ —  Польша 85:82 (46:44)
- СССР —  Нидерланды 112:63 (54:37)
- Чехословакия —  Израиль 89:93 (41:45, 81:81) ОТ

30 мая
- Нидерланды —  Польша 73:62 (37:32)
- Чехословакия —  СССР 80:100 (39:53)
- ФРГ —  Израиль 77:70 (42:42)

## Полуфинальные игры
Матчи проходили 1 и 2 июня.
За 9-12-е места
- Греция —  Чехословакия 85:88 (42:42)
- Польша —  Швеция 82:70 (38:33)

За 5-8-е места
- Югославия —  Израиль 88:99 (46:48)
- ФРГ —  Франция 82:90 (43:46)

За 1-4-е места
- Италия —  Нидерланды 88:69 (46:38)
- СССР —  Испания 94:95 (50:54)

## Финальные игры
Матчи проходили 3 и 4 июня.
За 11-е место
- Греция —  Швеция 102:97 (52:46, 91:91) ОТ

За 9-е место
- Чехословакия —  Польша 73:77 (40:38)

За 7-е место
- Югославия —  ФРГ 104:88 (56:52)

За 5-е место
- Израиль —  Франция 88:92 (41:42)

### Матч за 3-е место
- Нидерланды —  СССР 70:105 (33:51)

### Финал
- Италия —  Испания 105:96 (45:38)

## Символическая сборная
Самым полезным игроком чемпионата был назван разыгрывающий сборной Испании Хуан Антонио Корбалан. Помимо него в символическую сборную вошли Никос Галис (Греция), Хуан Антонио Сан Эпифанио (Испания), Станислав Кропилак (Чехословакия) и Арвидас Сабонис (СССР). Никос Галис стал самым результативным игроком турнира, набрав 33 очка в среднем за игру, у разделивших второе место Станислава Кропилака, Мики Берковича (Израиль) и Ратко Радовановича (Югославия) было более чем на 10 очков меньше — 21,3.

## Итоговая таблица
| Место | Сборная      |
| ----- | ------------ |
| 1     | Италия       |
| 2     | Испания      |
| 3     | СССР         |
| 4     | Нидерланды   |
| 5     | Франция      |
| 6     | Израиль      |
| 7     | Югославия    |
| 8     | ФРГ          |
| 9     | Польша       |
| 10    | Чехословакия |
| 11    | Греция       |
| 12    | Швеция       |

## Составы команд-призёров
Сборная Италии: 4. Карло Кальерис, 5. Альберто Тонут, 6. Марко Бонамико, 7. Энрико Джиларди, 8. Арио Коста, 9. Роберто Брунамонти, 10. Ренато Виллальта, 11. Дино Менегин, 12. Антонелло Рива, 13. Ренцо Веккьято, 14. Пьерлуиджи Марцорати, 15. Ромео Саккетти; тренер — Сандро Гамба
  Сборная Испании: 4. Фернандо Арсега, 5. Жоан Креус, 6. Чичо Сибилио, 7. Хосе Мария Маргаль, 8. Андрес Хименес, 9. Фернандо Ромай, 10. Фернандо Мартин, 11. Хуан Антонио Корбалан, 12. Игнасио Солосабаль, 13. Хуан Доминго де ла Крус, 14. Хуан Мануэль Лопес Итурриага, 15. Хуан Антонио Сан Эпифанио; тренер — Антонио Диас-Мигель
  Сборная СССР: 4. Станислав Ерёмин, 5. Хейно Энден, 6. Сергей Тараканов, 7. Арвидас Сабонис, 8. Андрей Лопатов, 9. Николай Дерюгин, 10. Валдис Валтерс, 11. Виктор Панкрашкин, 12. Анатолий Мышкин, 13. Сергей Йовайша, 14. Александр Белостенный, 15. Вальдемарас Хомичюс; тренер — Александр Гомельский